# Новий Камень (Мазовецьке воєводство)
Новий Камень (пол. Nowy Kamień) — село в Польщі, у гміні Гомбін Плоцького повіту Мазовецького воєводства.
Населення — 163 особи (2011).
У 1975-1998 роках село належало до Плоцького воєводства.

## Демографія
Демографічна структура станом на 31 березня 2011 року:
|          | Загалом | Допрацездатний вік | Працездатний вік | Постпрацездатний вік |
| -------- | ------- | ------------------ | ---------------- | -------------------- |
| Чоловіки | 86      | 21                 | 57               | 8                    |
| Жінки    | 77      | 14                 | 44               | 19                   |
| Разом    | 163     | 35                 | 101              | 27                   |